# 青蔥大廈
青蔥大廈（葡萄牙語：Edifício Cheng Chong）是澳門房屋局轄下的一個經濟房屋項目，位於澳門半島青洲坊「地段4」(LOTE4)，政府先於2008年11月與發展簽訂協議將原青洲坊木屋區住戶進行遷移工作，並於2009年10月完成清遷。項目工程於2009年10月中旬動工，承建商為百利順發展有限公司，於2013年竣工，同年7月入伙。

## 歷史

### 規劃及木屋區遷移工作
青蔥大廈前身為青洲坊木屋區一部分。2007年8月6日，時任運輸工務司司長劉仕堯表示，由於青洲坊木屋區涉及面積較廣，LOTE 4地段內仍存數十多間木屋，當局及承建商正合力進行搬遷及清拆的工作，過程順利。他預計，LOTE 4 地段可提供約600多個單位，但部份單位需預留作安置搬遷之用。
2007年9月11日，房屋局局長鄭國明回覆時任澳門立法會直選議員吳國昌及梁慶庭就房屋政策的書面質詢時指，青洲坊地段經濟房屋之發展計劃正密切跟進中，並定期與發展商舉行會議，就有關發展計劃草則的修改及就木屋地段的安置清拆作磋商及跟進。其中，青洲坊「Lote 4」地段將會優先發展，發展商亦承諾優先處理該地段的木屋，並已遞交發展之時間表。
2008年5月8日，房屋局表示，青洲坊Lote 4地段亦正在規劃中，以及處理木屋清遷的工作，預期可於該年內騰空相關土地，隨後會即時開展公共房屋的興建工作。
2009年4月28日，房屋局表示，按照有關計劃，將優先展開「地段4」(LOTE4)興建經濟房屋的項目。目前，該建築工程已獲有條件核准，力爭年內動工，預計提供500舍個經濟房屋單位。清遷工作方面，發展商承諾於5月底前完成該地段尚餘14間木屋的安置和清拆工作。對於青洲坊地段符合上樓條件的木屋家團，發展商負責解決其臨時居住的問題。
2009年4月30日，發展商承諾於5月底前完成「地段4」(LOTE4)尚餘14間木屋的安置和清拆工作，房屋局再次督促發展商按進度執行，以免妨礙該地段的公屋興建計劃。房屋局及發展商即百利順發展有限公司的代表舉行會議跟進有關情況。會議上，房屋局重申，根據2008年11月特區政府與發展商簽訂之協議，發展商須於12個月完成清遷，包括所有建築物和物料，而整個地段尚餘已登記的木屋180間。 其後在2009年3月底房屋局與發展商的會議上，發展商承諾於兩個月內，即5月底前完成「地段4」尚餘14間木屋的清遷。但觀乎進度，房屋局表示不滿意，故再次督促發展商在限期內完成工作。 對於青洲坊地段符合上樓條件的木屋家團，發展商負責解決其臨時居住的問題。就此，發展商答應短期內予以安排，以確保清遷的進度。
2009年5月10日，有關建築工程計劃已獲有條件批准，預計2011年完成。
2009年5月22日，澳門特區政府表示，一直督促並跟進發展商按承諾於5月27日之前完成「地段4」(LOTE 4)的木屋清遷。現已進入最後階段，所有合資格的木屋家團已陸續獲安排選購或租賃單位，發展商須負責解決其臨時的居住問題，確保如期清拆木屋。對於有家團提出不合理安置要求或以同一木屋再次要求安置等情況，房屋局重申已按法理情方面作出處理，不接受既不合法亦不合理的安置要求。

### 清遷程序
2009年8月9日，對於青洲坊「地段4」（LOTE 4）將興建經濟房屋的政府公地內尚餘兩間木屋（編號135及140）的清遷，政府決定啓動程序。兩間木屋家尋均提出合理安置要求或以同一木屋再次要求安置等情況，房屋局於法理情方面均不接受。發展商願意對該兩間木屋作出例外處理，包括提供例外的遷出條件，以加快落實「地段4」的公屋興建項目，有關家團仍不接受並拒絕遷出。政府宣佈於8月10日啟動清遷程序，同日刊登清拆通告及張貼告示，30日後可進行清拆。 
2009年8月12日，房屋局在警方協助下，對編號140木屋張貼清遷告示，以通知僭建物使用人應在30日內搬出該木屋，否則於期限屆滿後可進行清拆。然而，發展商為了積極配合特區政府的公屋興建工作，對木屋編號135及140的家團作出例外處理，願意同樣提供一個位於黑沙環的單位，予以該家團3年的免租期，但兩個家團仍不接受有關遷出條件。
2009年8月25日，房屋局進一步協調135木屋與發展商，該木屋家團同意按法例規定購買一個經屋單位，亦已簽署經屋買賣合同，與簽署放棄及交出木屋清拆之聲明書，並承諾於短期內交出木屋清拆。而「地段4」尚餘140木屋拒絕遷出，政府將按照程序於限期屆滿後進行清拆。
2009年8月26日，「地段4」（LOTE 4）編號135的木屋家團已遷離並交出鎖匙，該木屋於8月26日完成清拆。
2009年9月14日，「地段4」（LOTE 4）公屋項目被落實為“萬九公屋”計劃項目之一。
2009年10月7日，房屋局在治安警察局、司法警察局、消防局及社會工作局的協助下，對地段內尚餘一間編號140木屋執行及完成強制搬出和拆毀程序。在顧及到法理情之下，房屋局成功向發展商爭取，即使完成木屋清遷，發展商仍願意額外提供一個3年免租單位予該木屋家團以解決居住問題，但該家團仍然拒絕。特區政府於期限屆滿後接近一個月，才決定於10月7日執行強制搬出和拆毀程序。7日早上9時，木屋監察及控制小組在治安警察局、司法警察局、消防局及社會工作局的協助下，對編號140木屋執行及完成強制搬出和拆毀程序，約於下午2時完成。過程中，有木屋家團成員情緒比較激動，司法警察局的談判小組及社會工作局的人員立即作出安撫，務求令事件在和平的情況下得到解決。 在顧及到法理情之下，房屋局亦成功向發展商爭取，即使完成木屋清遷，發展商仍願意額外提供一個3年免租單位予該木屋家團以解決居住問題，但該家團仍然拒絕。 目前，青洲坊「地段4」的木屋清遷工作經已完成，發展商已立即進行土地平整的工作。

### 興建過程
2009年10月8日，在完成木屋清遷工作，發展商即時平整土地，為公屋興建工程啓動前期工作。當天上午，房屋局代表與其中兩位家團成員作出溝通，但對方仍不接受以上條件。對於該家團多次強調其中一間經屋被霸佔的問題，房屋局亦表明，該家團有條件從合法途徑予以解決。
2009年11月12日，土地工務運輸局與青洲坊會和學校代表舉行會議，介紹承建商就青洲坊地段四地盤打樁問題所採取的改善措施，承建商表示將改用環保油壓式打樁機，居民均表示歡迎。有關地段原本屬於私人建築項目，提供約五百個公共房屋單位，而打樁工程為期四個月。同時為進一步減少對學校的影響，要求承建商在學校假期的非公眾假期內加快打樁速度，並盡量安排“收錘”於學校放學後進行。
2010年5月12日，房屋局局長譚光民回覆議員區錦新及陳偉智的書面質詢時表示，青洲坊Lote 4的500個單位的興建工程亦已啟動，預計於2012年落成。
2010年8月30日，房屋局再次與青洲坊木屋區居民一行5人舉行會議，收集木屋區居民的意見。
2010年10月6日，特區政府跨部門進行巡查，期間不斷敦促發展商妥善處理工作，並要求發展商多與居民溝通，督促承建公司配合工務部門的監測工作，密切監察地盤附近地面的沉降情況，採取有效措施，以減低打樁工程對周邊環境造成影響。居民反映的建築雜物放置問題，房屋局接獲消息後，已即時責成發展商搬走放置該處雜物，並加快清理。
2012年8月20日，特區政府公報中刊登第228/2012號行政長官批示，青洲坊Lote4地段正式命名為“青蔥大廈”。
2012年8月21日，房屋局展開青葱大廈預配工作，合共提供500個單位，包括200個T2單位和300個T3單位。房屋局根據可預配單位數量，已以雙掛號形式向獲甄選家團寄出揀樓通知信及附有相關售樓資料，如售價表；並按序分批安排於9月4日起參觀設於青洲社屋－青翠樓之示範單位。
2012年9月11日，房屋局按序安排首批青葱大廈獲甄選家團往房屋局揀選經濟房屋單位，首批60個獲甄選選擇三房經濟房屋單位之家團中，有53個家團報到，已揀選52個經濟房屋單位，全日流程暢順。房屋局會於每個揀樓日在網上更新已獲揀選之單位資料讓公眾知悉。 首批60個獲甄選選擇三房經濟房屋單位之家團中，有53個家團報到，其中已揀選52個經濟房屋單位，1個申請延遲揀樓。另外，沒有出席的7個家團中，有3個家團自動轉排名單末尾，3個家團因出甄選信後所遞交之申請需中止程序，1個已第二次通知不出席須進行除名聽證。 
2012年11月27日及2013年1月24日，分別有獲甄選安順大廈及青怡大廈經濟房屋的部分家團揀選該項目經屋單位。
2013年2月1日，澳門房屋局宣佈該項目連同所有澳門區經濟房屋單位現已全部配售。

### 竣工、啟用及入伙
2013年6月11日，位於青洲坊的青葱大廈停車場對外開放，合共提供630個輕型汽車泊位及電單車泊位，位於該經屋內的一至三層。
2013年6月29日，房屋局舉辦青葱大廈經濟房屋樓宇管理講解會，繼續透過多個政府部門代表向該大廈的準業主介紹入伙後之裝修安排，泥頭處理，經濟房屋的裝修工程說明，相關建築條例，燃氣設備安裝要求，公眾停車場及周邊交通安排，以及職業安全健康知識等多方面的資訊。
2013年7月4日，房屋局按序安排預約買受人(俗稱準業主)辦理上樓手續，主要根據簽署買賣預約合同的次序，每月安排約300戶辦理相關手續，包括支付樓款及領取單位鎖匙，家團即日起可作出入住安排。並於同日舉行"青葱大廈首批業主上樓儀式"，並特別安排首批青蔥大廈準業主在房屋局辦理支付樓款手續後，往青葱大廈現場接收單位鎖匙及進行參觀。
2016年9月23日，房屋局就有媒體關注青葱大廈4樓房屋局新辦公室之情況，因應位於青洲之房屋局辦公大樓的土地使用率低，且樓齡接近30年，無法在原有空間上再利用，而隨著房屋局職能擴展，為此，於2013年籌備在青葱大廈4樓設置新辦公室，同時為集約用地，並有利日後集中管理已分散於各區的辦公地點，故於2015年計劃重建青洲辦公大樓並增設公共停車場。

## 樓層分佈
樓層分佈方面，青葱大廈地面層為商舖單位，1至3樓為公共停車場，4樓為辦公室，5樓為綠化休憩的花園平台。第一座6樓至36為住宅層，15樓為避火層；第二座6至二16樓為住宅層，15樓為避火層。

## 事件

### 中央石油氣管道漏氣爆炸事故
2014年5月11日，消防接報鴨涌馬路青蔥大廈第一座28樓一個單位懷疑傳出爆炸聲，到場後發現2名男女住戶面部和手部被燒傷，送往山頂醫院救治，送院時清醒。 現場消息稱，是大廈中央石油氣的管道漏氣引致爆炸，肇事單位廚房爐具損毀，消防局正調查事件。
2人分別是73歲女戶主和19歲少年，其中七旬女戶主情況危殆。現場消息稱，事發時曾傳出爆炸聲，肇事單位廚房爐具和假天花遭波及損毀，消防局已通知石油氣公司派員到場，調查是否中央石油氣管道漏氣或接駁問題導致事故。
2014年6月1日，司警接到治安警局駐山頂醫院值班警員通知，該名七旬女性嚴重燒傷的婦人，延至當天傷重不治。司警初步沒有發現任何可疑，將與消防局聯系進一步了解事件真正原因，暫列作突然死亡事件。經對死者進行初步檢查，死者全身有多處燒傷，但沒有發現任何疑似涉及刑事案件之可疑傷痕。據了解，死者送院當時神志仍然清醒，全身約有五成至六成皮膚二度燒傷。

### 法律訴訟
2016年5月3日，有自稱是青洲坊被拆木屋的住戶向房屋局索償，中級法院裁定駁回相關上訴。判決書指原告是青洲坊私人發展地段的木屋住戶，木屋在2010年被發展商清拆，原告控告房屋局在沒有通知及安排住所，要求房屋局賠償11萬元。原告在行政法院被判敗訴，上訴至中級法院。 中級法院指出，上訴人認為房屋局違反清拆木屋及處理有關糾紛措施的法令，但由於上訴人並非有關木屋的登記住戶，沒有獲重新安置的權利；由於屬私人項目，提前通知拆毀行動的責任也在發展商。中級法院裁定，由於未見房屋局的行為屬違法，故駁回上訴。

### 懷疑非法住宿者問題
2016年9月21日，有報章報道，有青葱大廈住戶發現該大廈防火層擺放床鋪、行李箱、鞋和多袋雜物，懷疑有非大廈住戶非法留宿；報道指稱，“為確保大廈安全，有住戶曾向司警大廈罪案預防小組反映，惟獲回覆指基於職能所限，且未有實質證據證明確實有人在現場非法留宿，祇能備案。” 司法警察局強調，並沒有向該住戶作出上述報道所指的回覆。司警指於同年9月19日接獲一名青葱大廈住戶的電郵，其反映發現在青葱大廈第2座15樓防火層內放置了床、雜物及女裝鞋，未知是何人及如何留在此處，由於該大廈接近鴨涌河，其擔心有非法入境者藏匿於此，故希望司警局關注及提供協助。 司警局大廈罪案預防小組人員接報後，即時與管理該大廈的物管公司聯絡，並於翌日聯同管理公司人員巡查上述大廈。經了解，上述大廈防火層內的傢俱，為負責清潔該大廈的外僱所放置的，以供其休息時使用，而其他物品則是他們收集垃圾時檢獲及存放於此。有關情況並不涉及非法入境者。 為消除治安隱患及釋除住戶的憂慮，小組人員即場敦促管理公司人員清理有關物品，並在完成相關工作後即日回覆該名住戶。
房屋局隨後回應，就有報道指青葱大廈疑似有人於避火層內露宿事件及堆放雜物，房屋局得悉消息後，已於2016年9月20日及21日派員到青葱大廈現場巡查，未有在第一座及第二座15樓之避火層發現有關情況，經查證後，起因是清潔人員自行將雜物堆放於避火層而引起誤解，房屋局對此責成管理公司，督促做好該廈之樓宇管理工作，包括加強門禁管理及人員培訓，要求加強各樓層之巡查，保持各公共通道之暢順，不容許同類事件再次發生。
2016年9月23日，房屋局再次派員前往青葱大廈巡查時發現管理公司有違規情況，該廈5樓平台一間活動室及一間閱覽室被堆滿雜物，房屋局隨即讉責管理公司，勒令管理公司儘快清理雜物，還原空間，管理公司現正清理兩個空間之雜物。就此，房屋局要求管理公司及早提交詳細報告，並將跟進有關違規之處罰。

### 請願事件
2021年9月19日，有10多個青蔥經屋家團到房屋局請願，反映上樓8年未有做契，近日接獲當局通知解除買賣預售合同，要求局方解釋。房屋局回應指，相關請願人士不符合新經屋法的過渡規定，並於經屋申請時或揀選單位前，擁有或曾擁有樓花或單位，因此不符合做契資格，須解除預約合同。

## 鄰近建築
- 澳門自來水
- 青茂口岸
- 青洲坊大廈

## 交通資訊

### 公共巴士
M6 青茂／鴨涌河變電站（Qingmao / Subestação Canal dos Patos）
路線：8A、27、29、H2
M20 青洲坊總站（Bairro da Ilha Verde / Terminal）
路線：5X、16、16S、30、34
M60 青茂／何賢紳士馬路（Qingmao / Avenida Do Comendador Ho Yin）
路線：3X、51A、61、MT4、N1A、N1B、N2
M65 青茂／青洲坊（Qingmao / Bairro da Ilha Verde）
路線：51A、H2、MT4、N1A
M67 青茂口岸（Posto Fronteiriço Qingmao）
路線：9A、29、51A、61、MT4
M273 青茂／青蔥大廈（Qingmao / Edifício Cheng Chong）
路線：8A、23、27、29